# Arthur Allers
Arthur Allers (* 6. Oktober 1875 in Bergen; † 28. Juni 1961 ebenda) war ein norwegischer Segler.

## Erfolge
Arthur Allers, der für den Bergens Seilforening segelte, wurde 1920 in Antwerpen bei den Olympischen Spielen in der 12-Meter-Klasse nach der International Rule von 1919 Olympiasieger. Er war Crewmitglied der Heira II, die als einziges Boot seiner Klasse teilnahm. Der Heira II genügte mangels Konkurrenz in zwei Wettfahrten jeweils das Erreichen des Ziels zum Gewinn der Goldmedaille. Zur Crew gehörten neben Martin Borthen, Kaspar Hassel, Egill Reimers, Christen Wiese auch die Brüder Thor, Olaf und Erik Ørvig. Skipper der Heira II war Johan Friele.
Allers arbeitete als Kaufmann in seiner Geburtsstadt Bergen. 1904 übernahm er das Familiengeschäft und wurde 1928 in den Vorstand einer norwegischen Bank berufen.